# Лимфотоксин-альфа
Лимфотоксин-альфа (англ. Lymphotoxin-alpha) — цитокин, лимфокин из суперсемейства факторов некроза опухоли. Играет роль в лимфоидном органогенезе и в дифференцировке Т-клеток. Ранее назывался фактор некроза опухоли-бета (ФНО-β).

## Функция
Лимфотоксин-альфа находится, как правило, в гомотримерной форме LTA3 и является лигандом для следующих рецепторов: TNFRSF1A/TNFR1, TNFRSF1B/TNFBR и TNFRSF14/HVEM. Кроме этого, он может взаимодействовать с лимфотоксином-бета и образовывать гетеротримеры LTA/LTB/LTB или LTA/LTA/LTB, которые связываются с рецептором TNFRSF3/LTBR. Лимфотоксин-альфа синтезируется лимфоцитами и цитотоксичен для широкого круга раковых клеток как in vitro , так и in vivo.

## Структура
Зрелый белок состоит из 171 аминокислоты.